# فيريس جينينغز
فيريس جينينغز (بالإنجليزية: Ferris Jennings)‏ هو لاعب كرة قدم أمريكية أمريكي، ولد في 10 نوفمبر 1913 في مقاطعة أوتسيغو في الولايات المتحدة، وتوفي في 22 ديسمبر 1995 في بلدة ويست بلومفيلد في الولايات المتحدة.